# Tituly a vyznamenání Frederika VIII.

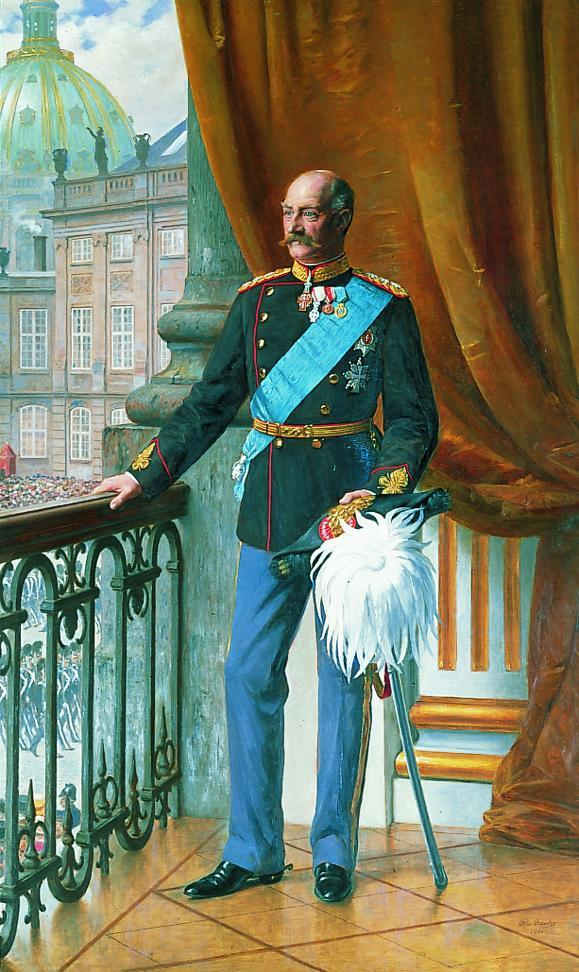
Portrét krále Frederika VIII. v uniformě zdobené šerpou Řádu slona a dalšími vyznamenáními

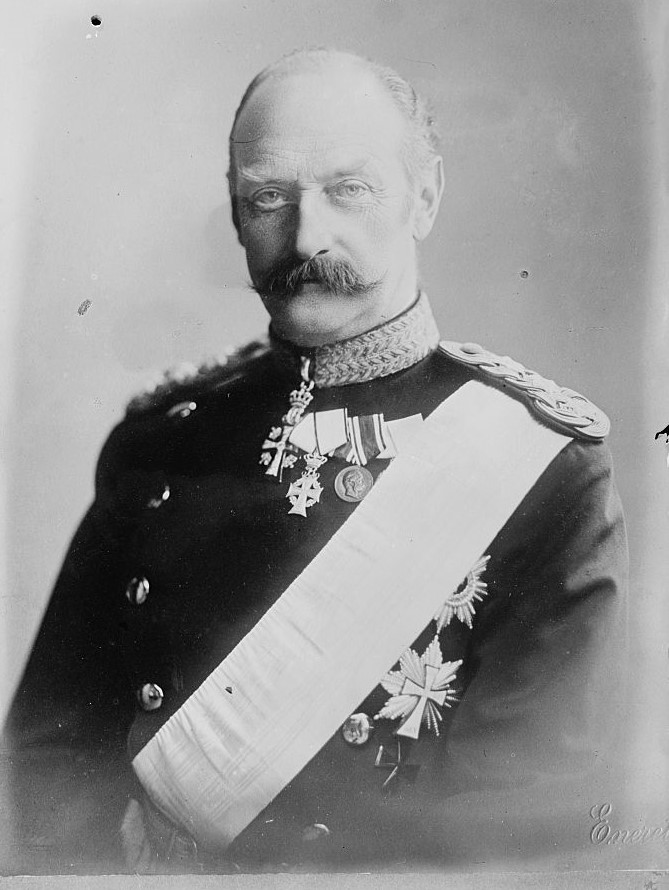
Frederik VIII. v uniformě zdobené vyznamenáními

Erb Frederika VIII. jakožto rytíře Řádu zlatého rouna

Dánský král Frederik VIII. obdržel během svého života řadu dánských i zahraničních titulů a vyznamenání. Během své vlády v období od 29. ledna 1906 do 14. května 1912 byl velmistrem dánských řádů.

## Tituly
- 3. června 1843 – 31. července 1853: Jeho Výsost princ Frederik Šlesvicko-Holštýnsko-Sonderbursko-Glücksburský
- 31. července 1853 – 21. prosince 1858: Jeho Výsost princ Frederik Dánský
- 21. prosince 1858 – 15. listopadu 1863: Jeho Královská Výsost princ Frederik Dánský
- 15. listopadu 1863 – 29. ledna 1906: Jeho Královská Výsost korunní princ dánský
- 29. ledna 1906 – 14. května 1912: Jeho Veličenstvo král dánský

Jeho plný titul zněl Frederik VIII., Z Boží milosti král dánský a islandský, Venders and Gothers, vévoda šlesvický, holštýnský, stormarnský, ditmarskenský, lauenborský a oldenburský.

## Vyznamenání

### Dánská vyznamenání
- Řád slona – 3. června 1861[2]
- Čestný kříž Řádu Dannebrog – 3. června 1861[2]
- velkokomtur Řádu Dannebrog – 28. července 1869[2]
- Pamětní medaile zlaté svatby krále Kristiána IX. a královny Luise – 1892[2]

### Zahraniční vyznamenání
- Anhaltské vévodství
  -  velkokříž Domácího řádu Albrechta Medvěda – 4. dubna 1863[3]
- Bádenské velkovévodství
  -  rytíř Domácího řádu věrnosti – 1881[4]
  -  rytíř Řádu Bertholda I. – 1881[4]
- Bavorské království
  -  rytíř Řádu svatého Huberta – 1908[5]
- Belgie
  -  velkostuha Řádu Leopolda – 23. května 1866[6]
- Bulharsko
  -  řetěz Královského řádu svatých Cyrila a Metoděje
  -  velkokříž Řádu svatého Alexandra
- Ernestinská vévodství
  -  velkokříž Vévodského sasko-ernestinského domácího řádu
- Francie
  -  velkokříž Řádu čestné legie
- Havajské království
  -  velkokříž Řádu Kalākaua
- Hesenské velkovévodství
  -  velkokříž Řádu Ludvíkova – 5. května 1865[7]
- Italské království
  -  rytíř Řádu zvěstování – 10. května 1876[8]
- Japonsko
  -  velkostuha Řádu chryzantémy – 18. května 1888[9]
- Meklenbursko
  -  velkokříž Domácího řádu vendické koruny se zlatou korunou a diamanty – 28. května 1884[10][11]
- Nasavské vévodství
  -  rytíř Nasavského domácího řádu zlatého lva
- Nizozemsko
  -  velkokříž Řádu nizozemského lva
- Oldenburské vévodství
  -  velkokříž se zlatou korunou Domácího a záslužného řádu vévody Petra Fridricha Ludvíka
- Osmanská říše
  -  Řád Osmanie I. třídy s diamanty
- Portugalsko
  -  velkokříž Stuhy tří řádů
  -  velkokříž Řádu věže a meče
  -  velkokříž Řádu neposkvrněného početí Panny Marie z Vila Viçosa
- Pruské království
  -  rytíř Řádu černé orlice s řetězem – 8. prosince 1866[12]
  -  velkokříž Řádu červené orlice
- Rakousko-Uhersko
  -  velkokříž Královského uherského řádu svatého Štěpána – 1873[13]
- Rumunsko
  -  velkokříž Řádu rumunské hvězdy
  -  velkokříž Řádu rumunské koruny
- Ruské impérium
  -  rytíř Řádu svatého Ondřeje – 1864
  -  rytíř Řádu svatého Alexandra Něvského
  -  rytíř Řádu bílého orla
  -  rytíř I. třídy Řádu svaté Anny
  -  rytíř I. třídy Řádu svatého Stanislava
  -  rytíř IV. třídy Řádu svatého Vladimíra
- Řecko
  -  velkokříž Řádu Spasitele
- Sasko-Výmarsko-Eisenašsko
  -  velkokříž Řádu bílého sokola – 1882[14]
- Rattanakosinské království
  -  rytíř Řádu Mahá Čakrí – 15. července 1897[15]
  -  velkokříž Řádu bílého slona
- Spojené království
  -  čestný rytíř velkokříže Řádu lázně, civilní divize – 10. března 1888[16]
  -  rytíř Podvazkového řádu – 21. července 1896[17]
  -  čestný rytíř velkokříže Královského řádu Viktoriina – 8. března 1901[18]
  -  Královský Viktoriin řetěz – 9. srpna 1902[19]
- Španělsko
  -  rytíř Řádu zlatého rouna – 19. dubna 1883[20]
- Švédsko-norská unie
  -  velkokříž s řetězem Řádu svatého Olafa – 18. července 1862[21]
  -  rytíř s řetězem Řádu Serafínů – 7. srpna 1862[22]
  -  rytíř Řádu Karla XIII. – 4. listopadu 1871[23]
  -  komtur velkokříže Řádu meče

## Čestné vojenské hodnosti
- Colonel-in-Chief The Buffs (Royal East Kent Regiment), 1906–1914[24]
- À la suite Císařského námořnictva[25]
- čestný generál švédské armády, 1891[26]